# Флаг Курской области
Флаг Ку́рской области — официальный символ Курской области Российской Федерации.
Флаг утверждён 17 декабря 1996 года законом Курской области № 19−ЗКО «О гербе и флаге Курской области».

## Описание
«Флаг Курской области представляет собой прямоугольное полотнище, состоящее из пяти полос: красного, серебряного, золотого, чёрного и красного цвета. Полосы красного цвета равновелики. Полосы серебряного, золотого и чёрного цвета равновелики между собой. Отношение ширины полосы красного цвета к ширине одной из полос серебряного, золотого или чёрного цвета — два к одному. В центре флага расположен герб Курской области. Отношение ширины флага к его длине — 2:3».
Одновременно существует другое описание флага:

…Отношение ширины полосы красного цвета к ширине одной из полос серебряного, золотого или чёрного цвета — один к двум….

В приложении к закону дано изображение флага с использованием вместо белого цвета — серебряного (вопреки правилам вексиллологии). Герб располагается не в центре флага, а на серебряной и золотой полосах.
Флаг был разработан под руководством А. В. Руцкого, губернатора Курской области в 1996—2000 годах. В основу флага положены цвета гербового флага Российской империи 1858—1883 годов, использовавшегося, в первую очередь, императорской фамилией и правительственными учреждениями. Широко присутствует также красное поле.
- Флаг Курской области (вариант)
- Приложение к Закону о флаге Курской области

## Обоснование символики
Красный цвет флага символизирует храбрость, отвагу и мужество, проявленное жителями области в годы тяжёлых испытаний, их кровь, пролитую на полях брани. Расположение красных полос сверху и снизу полотнища напоминает о преемственности времён.
Чёрный цвет символизирует плодородные чернозёмные почвы области; золотисто-жёлтый — её хлебные нивы; серебряный (белый) напоминает о цвете щита исторического курского герба, олицетворяя чистоту помыслов жителей региона.

## Флаги муниципальных образований
На 1 января 2020 года в Курской области насчитывалось 347 муниципальных образований — 5 городских округов, 28 муниципальных районов, 27 городских и 287 сельских поселений.

### Флаги городских округов
| Флаг | Наименование                                         | Дата утверждения | Номер в ГГР |
| ---- | ---------------------------------------------------- | ---------------- | ----------- |
|      | Флаг городского округа «Город Курск»                 | 25 мая 2000      |             |
|      | Флаг муниципального образования «город Железногорск» | 5 октября 2017   | 11563       |
|      | Флаг муниципального образования «Город Курчатов»     | 29 мая 2013      |             |

| Флаг       | Наименование                                  | Дата утверждения | Номер в ГГР |
| ---------- | --------------------------------------------- | ---------------- | ----------- |
| нет данных | Флаг муниципального образования «Город Льгов» |                  |             |
| нет данных | Флаг муниципального образования «Город Щигры» |                  |             |

### Флаги муниципальных районов
| Флаг | Наименование                                    | Дата утверждения | Номер в ГГР |
| ---- | ----------------------------------------------- | ---------------- | ----------- |
|      | Флаг муниципального района «Беловский район»    | 6 ноября 2009    | 5554        |
|      | Флаг муниципального района «Конышёвский район»  | 10 сентября 2018 |             |
|      | Флаг муниципального района «Мантуровский район» | 28 апреля 2009   |             |
|      | Флаг муниципального района «Медвенский район»   | 23 декабря 2019  | 12718       |

| Флаг | Наименование                                   | Дата утверждения | Номер в ГГР |
| ---- | ---------------------------------------------- | ---------------- | ----------- |
|      | Флаг муниципального района «Обоянский район»   | 16 февраля 2021  |             |
|      | Флаг муниципального района «Хомутовский район» | 18 марта 2021    |             |
|      | Флаг муниципального района «Щигровский район»  | 15 апреля 2021   |             |

### Флаги городских поселений
| Флаг | Наименование                                                     | Дата утверждения | Номер в ГГР |
| ---- | ---------------------------------------------------------------- | ---------------- | ----------- |
|      | Флаг муниципального образования «город Обоянь» Обоянского района | 19 ноября 2020   |             |
|      | Флаг муниципального образования «город Рыльск» Рыльского района  | 26 июля 2006     |             |

| Флаг | Наименование                                                                          | Дата утверждения | Номер в ГГР |
| ---- | ------------------------------------------------------------------------------------- | ---------------- | ----------- |
|      | Предлагаемый проект флага муниципального образования «город Суджа» Суджанского района |                  |             |

### Упразднённые флаги
| Флаг | Наименование                                         | Дата утверждения | Дата упразднения |
| ---- | ---------------------------------------------------- | ---------------- | ---------------- |
|      | Флаг муниципального образования «город Железногорск» | 14 февраля 2017  | 5 октября 2017   |